# Harry Potter i Red feniksa
Harry Potter i Red feniksa peta je knjiga iz serije romana o Harryju Potteru autorice J. K. Rowling. Knjiga je u svojemu engleskomu izvorniku objavljena 21. lipnja 2003. u Ujedninjenomu Kraljevstvu, SAD-u, Kanadi, Australiji i nekim drugim zemljama pa tako i u Hrvatskoj. U prvom je danu u SAD-u i Ujedinjenom Kraljevstvu prodano sedam milijuna primjeraka. Knjiga ima 38 poglavlja i otprilike 255 tisuća riječi.
Prema knjizi je snimljen i igrani film.

## Posveta
Za Neila, Jessicu i Davida, koji moj svijet čine čarobnim.

## Radnja
Harry je jedne tople večeri u kolovozu 1995. lutao Little Whingingom svađajući se s bratićem Dudleyjem kada su ih odjednom napali Dementori. Harry ih je uspio odbiti čarolijom Patronus, ali Dudley je ipak ozlijeđen. Susjeda Arabella Figg došla je u pomoć, otkrivajući da je hrkanica i da ju je Albus Dumbledore zamolio da pazi na Harryja. Kad se vratio kući, dobio je pismo u kojem je stajalo da je izbačen iz Hogwartsa (zato što se učenici izvan škole ne smiju baviti magijom) i da se mora pojaviti na saslušanju u Ministarstvu magije kako bi objasnio svoje postupke.
Nekoliko članova Reda feniksa došlo je kako bi otpratilo Harryja do njihovog sjedišta na Grimmauldovom trgu broj 12. Weasleyjevi, Hermiona i Harryjev kum, Sirius Black, već su bili tamo. Harry je bio uzrujan zato što mu po Dumbledoreovim naredbama nitko nije rekao što se događa sada kad je počeo Drugi rat. Ministar magije, Cornelius Fudge, odbijao je povjerovati da se Lord Voldemort vratio i koristio je Dnevni Prorok kako bi objavljivao članke protiv Harryja i Dumbledorea.
Harryja je na saslušanje odveo gospodin Weasley. Jedva su uspjeli stići na vrijeme zato što su se mjesto i vrijeme saslušanja promijenili bez njihovog znanja. Na saslušanje je došao i Dumbledore vodeći sa sobom i gospođu Figg kao svjedokinju. Harry je oslobođen krivnje, ali dok su odlazili bio je uznemiren kad je vidio Luciusa Malfoya, smrtonošu, kako posjećuje ministra.
Prijatelji su se vratili u Hogwarts, a u vlaku su susreli Lunu Lovegood. Hagrid nije bio u školi, a Dolores Umbridge imenovana je na mjesto profesorice Obrane od mračnih sila od Ministarstva magije. Uskoro je postalo jasno da je na to mjesto imenovana kako bi preuzela kontrolu nad školom, također, odbijala je na svojim satovima poučavati sve što bi bilo korisno u borbi protiv Lorda Voldemorta. Uskoro je imenovana i na mjesto velike inkvizitorice pa se počela još više uplitati u živote profesora i učenika.
Ron je postao vratar gryffindorske metlobojske ekipe. Sezona je dobro počela, ali je zatim Umbridgica isključila Harryja, Freda i Georgea iz ekipe. Harryja je u ekipi zamijenila Ronova mlađa sestra, Ginny. Hagrid se vraća i otkriva da zadatak na koji ga je Dumbledore poslao (da zatraži pomoć divova) nije urodio plodom. I on i profesorica Trelawney stavljeni su na pokusni rok zato što ih Umbride nije smatrala dobrima za obavljanje njihovih poslova. Umbridgeica nije podnosila Hagrida zato što je "mješanac" (Hagrid je poludiv). Dala je otkaz profesorici Trelawney, ali Dumbledore ju je zamijenio Firenzom, kentaurom.
Harry je cijele godine sanjao mnoge čudne snove, a najčešći je bio trčanje dugim hodnikom i pokušaji da otvori vrata Odjela tajni. U jednoj od svojih mora, nešto prije Božića, sanjao je da je zmija koja je napala Ronova oca, Arthura Weasleyja, koji radi u Ministarstvu. Kad se probudio, Harry je digao uzbunu, vjerujući da je njegov san bio vizija i da je Arthura zaista napala otrovna zmija što se pokazalo točnim. Harry se počeo pitati opsjeda li ga Voldemort. Dumbledore ga je razuvjerio, ali je zamolio Severusa Snapea da daje Harryju lekcije iz Oklumencije, vještine kojom se zatvara um.
Hermiona je kontaktirala Ritu Skeeter prijeteći joj da će vlastima otkriti da je neregistrirani animagus ako ne napiše priču o Voldemortovu povratku na vlast. Otac Lune Lovegood, koji je vlasnik mjesečnika Odgonetač, pristao je objaviti tu priču. Umbridgeica je bila bijesna kad je priča napokon i objavljena. Zabranila je čitanje tog mjesečnika, ali je upravo zbog te zabrane baš svaki učenik pročitao priču.
Hermiona je uvjerila Harryja da on mora poučavati Obranu od mračnih sila zbog Umbridgeičinog upornog odbijanja da to radi sama. Zato je osnovana D.A. - Dumbledoreova Armija. Umbridge je saznala za održavanje sastanaka D.A. i uhvatila je Harryja. Dumbledore je lagao i rekao da je on organizirao sastanke pa ga je Umbridgeova otpustila i imenovala sebe na mjesto ravnateljice. Blizanci Weasley iskoristili su svoju nadarenost za neslane šale kako bi u školi stvorili što veću pomutnju, a profesori se uopće nisu trudili da pomognu novoj ravnateljici u općem kaosu. Fred i George izveli su diverziju kako bi Harryju omogućili razgovor sa Siriusom preko kamina u Umbridgeičinom uredu. Vrhunac diverzije bio je njih odlazak iz škole u velikom stilu i najava otvaranja vlastite trgovine psina - "Weasleyjevih čarozeza" ostavljanjem močvare u jednom od školskih hodnika.
Harry je imao još jedan san u kojem je vidio zarobljenog Siriusa u Odjelu tajni. Povukao je očajnički potez i pokušao razgovarati sa Siriusom, ali ga je Kreacher, kućni vilenjak obitelji Black, prevario i rekao mu da je Sirius nestao. Umbridgeova je uhvatila Harryja, ali ju je Hermiona uspjela uvjeriti da njih dvoje nešto skrivaju u šumi. Umbridgeova je otkrila da je ona u kolovozu poslala Dementore na Harryja, ali kad su napokon došli do šume, Umbridgeova je uvrijedila kentaure koji su je zatim napali. U zbrci su Harry, Ron, Hermiona, Neville, Ginny i Luna uspjeli pronaći testrale u vlasništvu škole na kojima su doletjeli do Ministarstva magije.
Društvo je stiglo u Odjel tajni kojeg je Harry vidio u snovima, ali su otkrili da su smrtonoše već unutra. Posljednji san koji je Harry sanjao nije bio stvaran, nego je poslužio kao Voldmeortova zamka, način da ga dovede u Ministarstvo zato što je želio da Harry za njega uzme proročanstvo koje se tiče Voldemorta i Harryja.
Započela je borba između učenika i smrtonoša. Većina je učenika ozlijeđena, ali već kad su bili na rubu poraza u borbi, pridružilo im se pet članova Reda feniksa, među njima i Sirius. Proročanstvo je tijekom bitke uništeno, a Siriusa je pogodila kletva njegove sestrične, Bellatrix Lestrange, zbog koje je umro. Pojavio se Dumbledore koji je uhvatio većinu prisutnih smrtonoša, ali je Bellatrix uspjela pobjeći.
Harry je dostigao Bellatrix u predvorju Ministarstva gdje su se počeli boriti. U predvorju se pojavio i sam Lord Voldemort i borio se s Dumbledoreom. Djelatnici Ministarstva, a među njima i Cornelius Fudge, stigli su na vrijeme da vide dezaparaciju Voldemorta i Bellatrix. Ministar je sada morao sam sebi priznati da se Voldemort zaista vratio.
Kasnije te noći, u ravnateljevu uredu, Dumbledore se ispričao Harryju zato što ga je proteklih mjeseci ignorirao. Objasnio mu je svoje postupke i otkrio značenje izgubljenog proročanstva - u jednom će trenutku Harry morati ubiti Voldemorta ili će Voldemort ubiti njega.

## Izdanja
U Hrvatskoj postoje tri izdanja knjige.

### Algoritam
Prva dva izdanja su Algoritmova s prijevodom Zlatka Crnkovića, prvo izdanje s tvrdim uvezom izdano je 2000. godine, a do 2017. su izašla 13 izdanja, dizajn korica bio je ilustratorice Mary GrandPré.
Drugo izdanje s mekim uvezom izdano je jedanput 2014. godine s dizajnom korica ilustratora Jonnyja Duddleja.

### Mozaik knjiga
Treće i novo izdanje je od Mozaik knjige, s pretprodajom je krenula 16. kolovoza 2023.
lustrator korica je Studio La Plage koji je povodom 25. godišnjice Harryja Pottera izdao skup prvih digitalnih naslovnica koje se globalno koriste u izdanjima E-knjiga i zvučnih knjiga.